# توشيوكي أوموري
توشيوكي أوموري (大森俊之 أوموري توشيوكي) هو ملحن ياباني ولد في 11 ديسمبر 1957 في طوكيو.

## أعماله في الأنمي

### مسلسلات أنمي تلفزيونية
- سكول رمبل
- سكول رمبل:الفصل الدراسي الثاني
- شامان كينج
- تسوكيهيمي
- سولتي راي
- VIRUS
- الفارس الفضي أورديان
- أماغامي SS
- أماغامي SS+ plus
- بريتير

### أوفا أنمي
- سكول رمبل:حصص إضافية
- سكول رمبل:الفصل الدراسي الثالث
- LEGEND OF BASARA (بالتعاون مع فُميتاكا أنزاي)

## وصلات خارجية
- توشيوكي أوموري على موقع IMDb (الإنجليزية)
- توشيوكي أوموري على موقع ميوزك برينز (الإنجليزية)
- توشيوكي أوموري على موقع أول ميوزيك (الإنجليزية)
- توشيوكي أوموري على موقع ديسكوغز (الإنجليزية)
- توشيوكي أوموري على موقع قاعدة بيانات الفيلم (الإنجليزية)